# 謝爾吉埃瓦巴爾卡
48°45′36″N 36°33′55″E / 48.76000°N 36.56528°E
塞爾希耶瓦-巴爾卡（烏克蘭語：Сергієва Балка）是位於烏克蘭東部的村莊，由哈爾科夫州洛佐瓦區的布利茲紐基市鎮負責管轄。該村始建於1956年，面積0.4平方公里，海拔高度121米，2001年人口7，人口密度每平方公里17.5人。